# Jana Kasalová (manažerka)
Jana Kasalová (* 17. srpna 1963) je česká novinářka, televizní manažerka, v letech 2014 až 2020 členka Rady pro rozhlasové a televizní vysílání (v letech 2018 až 2020 též místopředsedkyně RRTV).

## Život
V letech 1977 až 1982 vystudovala Gymnázium Kutná Hora. Následně se v roce 1982 krátce živila jako účetní nakladatelství a vydavatelství Mladá fronta, v letech 1983 až 1987 pak vystudovala Fakultu žurnalistiky (dnešní FSV) Univerzity Karlovy v Praze.
Po absolvování vysoké školy byla mezi roky 1987 a 1990 redaktorkou deníku Mladá fronta. V roce 1990 spoluzaložila časopis Reflex, v němž působila až do roku 1995 jako reportérka. Zároveň byla v letech 1992 až 1993 šéfredaktorkou dětského měsíčníku Čau.
V polovině 90. let přešla pracovat do televize. Mezi roky 1995 a 1997 byla redaktorkou, scenáristkou a dramaturgyní na TV Nova (pořady Na vlastní oči a Tabu) a mezi roky 1998 až 2001 pak šéfredaktorkou publicistiky na TV Prima. V roce 2001 se stala na Primě ředitelkou programu a o rok později ředitelkou vlastní tvorby.
Na přelomu tisíciletí byla spoluautorkou a producentkou televizní části multimediálního projektu "Evropská rodina" (2001-2003). Pracovala též jako mediální konzultantka Odboru komunikační strategie Ministerstva zahraničních věcí ČR pro vládní kampaň na podporu vstupu ČR do EU (2002-2003). Od roku 2002 také soukromě podniká jako lektorka a konzultantka.
Od roku 2005 působí také jako jednatelka a lektorka Institutu kreativity a komunikace Casteam, s.r.o., který se věnuje vzdělávání dospělých pro soukromý i státní sektor, pro kolektivy i jednotlivce. V letech 2011 až 2012 byla ředitelkou vývoje pořadů a programových formátů v České televizi. V roce 2003 i v roce 2009 neúspěšně kandidovala na post ředitelky ČT.
Mezi roky 2012 a 2013 se angažovala jako marketing manager v Občanském sdružení 2. dech, které se zaměřuje na potápění s nevidomými. Od roku 2013 spolupracuje s Ministerstvem vnitra ČR, kde se zabývá podporou činnosti a analýzami v oblasti metodiky komunikace a prezentace pro managery. V roce 2013 prováděla také poradenství pro ministra a předsedu Legislativní rady vlády, a to v oblasti mediálního vzdělávání a výuky.
V červnu 2014 byla zvolena členkou Rady pro rozhlasové a televizní vysílání, když porazila bývalého poslance ODS Václava Mencla, do funkce ji nominovalo hnutí ANO 2011. Jednalo se již o třetí volbu, předchozí kola v březnu a květnu mezi nimi nerozhodla. Na podzim 2014 se pak diskutovalo o jejích možných přivýdělcích v médiích, ačkoliv to zákon u členů mediálních rad omezuje. V listopadu 2018 byla zvolena místopředsedkyní RRTV. Mandát členky RRTV (a tím pádem i místopředsedkyně RRTV) jí vypršel na konci června 2020.